# Kurdistan TV
Kurdistan TV är en TV-kanal som sänder från norra Irak.